# Agrostis frigida
Agrostis frigida é uma espécie de gramínea do gênero Agrostis, pertencente à família Poaceae.